# Dieter Neubert
Dieter Neubert (* 4. Oktober 1952 in Mainz) ist ein deutscher Soziologe, Entwicklungsforscher und Afrikawissenschaftler. Er war von 2000 bis 2018 Professor für Entwicklungssoziologie an der Universität Bayreuth.
Nach dem Studium der Pädagogik, Soziologie und Anthropologie an der Universität Mainz, das er 1978 als Diplom-Pädagoge abschloss, war Neubert wissenschaftlicher Mitarbeiter an der Universität Mainz und der Pädagogischen Hochschule Heidelberg. Mit einer Arbeit über Sozialpolitik in Kenia promovierte er 1986 in Soziologie in Mainz. Anschließend war er bis 1998 Hochschulassistent am Institut für Ethnologie und Afrikastudien der Johannes Gutenberg-Universität Mainz. Er habilitierte 1994/95 an der Freien Universität Berlin mit einer vergleichenden Länderfallstudie von Nicht-Regierungsorganisationen in Kenia und Ruanda („Entwicklungspolitische Hoffnungen und gesellschaftliche Wirklichkeit“).
Er vertrat 1998/99 die Professur für Entwicklungssoziologie an der Universität Bayreuth und hatte 1999/2000 die Stiftungsgastprofessur für Entwicklungsländerforschung am Institut für Agrar- und Sozialökonomie in den Tropen und Subtropen der Universität Hohenheim inne. Neubert wurde 2000 auf den Lehrstuhl für Entwicklungssoziologie an der Universität Bayreuth berufen. Dort war er von 2001 bis 2009 Geschäftsführer bzw. Stellvertretender Geschäftsführer des Institutes für Afrikastudien. Er war von 2004 bis 2007 Sprecher des DFG-Sonderforschungsbereiches (SFB) 560 „Lokales Handeln in Afrika im Kontext globaler Einflüsse“. 2018 trat er in den Ruhestand.
Zu seinen Fachgebieten gehören Kultur und Gesellschaft Afrikas, Entwicklungspolitik und politische Soziologie. In der Vereinigung für Afrikawissenschaften in Deutschland  war Neubert Vorstandsmitglied (1991–1993) und langjähriges Mitglied im Hauptausschuss. Von 1991 bis 1996 und erneut ab 2008 war er Vorstandsmitglied der Sektion Entwicklungssoziologie und Sozialanthropologie Deutschen Gesellschaft für Soziologie.

## Publikationen (Auswahl)
- (mit Günther Cloerkes) Behinderung und Behinderte in verschiedenen Kulturen: Eine vergleichende Analyse ethnologischer Studien. Schindele, Heidelberg 1987, ISBN 3-89149-140-9. 3. Auflage: Winter, Heidelberg 2003, ISBN 3-8253-8296-6.